# Рамель-Ногаре, Доминик Венсан
Доминик Венсан Рамель-Ногаре (фр. Dominique Vincent Ramel-Nogaret; 3 ноября 1760, Монтолье — 31 марта 1829, Брюссель) — французский государственный деятель, экономист, адвокат, эссеист.

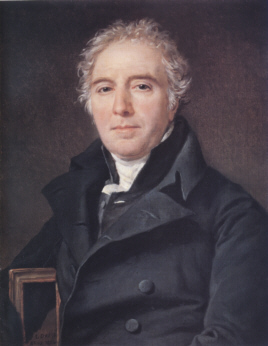
Портрет Доминика Венсана Рамель-Ногаре работы Жака-Луи Давида

Родился в семье богатого купца из Монтолье. При монархии занимал должность прокурора в Каркассоне. Был членом Учредительного собрания, Конвента и Совета пятисот, в январе 1795 года отправился во главе миссии в Нидерланды.
14 января 1796 года был назначен министром финансов во время Директории, занимал эту должность до 20 июля 1799 года. На этом посту пытался реорганизовать финансовую систему страны и удовлетворить нужды армии, получив печальную известность принятием закона 30 сентября 1797 года, ликвидирующего рынок государственных ценных бумаг в стране.
Указом от 20 сентября 1812 года был назначен главным юристом департамента Од. В мае 1815 года, во время «ста дней» Наполеона, был назначен префектом Кальвадоса.
Во время Реставрации вынужден был, как «цареубийца» (он вотировал смерть Людовика XVI), после принятия закона от 12 января 1816 года эмигрировать в Бельгию, где и умер, несмотря на то, что в ноябре 1820 года получил разрешение вернуться на родину.

## Труды
- «Des finances de la République Française» (1801)
- «Du change du cours des effets publics et de l’intérêt de l’argent» (1807)